# كولن بورغس
كولن بورغس (بالإنجليزية: Colin Burgess)‏ هو موسيقي وطبال أسترالي، ولد في 16 نوفمبر 1946 في أستراليا.

## وصلات خارجية
- كولن بورغس على موقع IMDb (الإنجليزية)
- كولن بورغس على موقع ميوزك برينز (الإنجليزية)
- كولن بورغس على موقع ديسكوغز (الإنجليزية)